# Hiroshi Fujioka
Hiroshi Fujioka (jap. 藤岡 弘 Fujioka Hiroshi; ur. 19 lutego 1946 w prefekturze Ehime) – japoński aktor, okazjonalnie kaskader. Jego prawdziwe nazwisko to Kunihiro Fujioka (jap. 藤岡 邦弘 Fujioka Kunihiro). Jest najbardziej znany z roli Takeshiego Hongō/Kamen Ridera 1, jednego z dwóch głównych bohaterów serialu Kamen Rider, a także jako postać Sanshirō Segaty w reklamach konsoli Sega Saturn produkowanej przez firmę Sega.

## Życiorys
Syn nauczycielki ikebany i właściciela dojo, niedługo po narodzinach Kunihiro poważnie zachorował na zapalenie płuc, co omal nie skończyło się jego śmiercią. Choroba trzymała Fujiokę kilka lat, w związku z czym był w szkole ofiarą chuliganów. W 1952 roku ojciec postanowił uczyć Fujiokę sztuk walki by chłopiec wytrenował ducha i swoje chorowite ciało. Niedługo później ojciec Kunihiro zniknął, zaś rodzina popadła w poważne długi. By zdobyć pieniądze imał się różnych zajęć i niechętnie rozmawiał na ten temat. W czasach licealnych Fujioka był kapitanem szkolnej drużyny dżudoków. W 1964 rozpoczął pracę w branży naftowej, jednak niedługo później odszedł by rozpocząć karierę aktorską. Na swój debiut musiał czekać do 1965. 
Przełomem w życiu Fujioki był rok 1971, kiedy to został wybrany do odtwarzania głównej roli w serialu Kamen Rider. Telewizyjna adaptacja mangi Shōtarō Ishinomoriego okazała się sukcesem i przyniosła Fujioce krajową sławę. Jednak pewnego dnia podczas kręcenia scen kaskaderskich do serialu miał miejsce wypadek, w którym jadący motocyklem Fujioka poważnie złamał nogę i przez to musiał odejść z serialu na pewien okres. Został zastąpiony przez Takeshiego Sasakiego, który wcielił się w Hayato Ichimonjiego - Kamen Ridera 2. Postać Takeshiego Hongō powróciła na stałe w 51 odcinku serialu. Po zakończeniu emisji serialu, Fujioka później wielokrotnie wcielał się w Hongō w kilku kontynuacjach Kamen Ridera.
Fujioka powrócił na szczyt sławy w końcu lat 90., kiedy to wziął udział w humorystycznych reklamach konsoli do gier Sega Saturn. Wcielał się tam w rolę mistrza sztuk walki Segatę Sanshirō (parodię Sugaty Sanshiro), który walczył z nudą innych ludzi dając im ową konsolę i srogo karał tych, którzy na niej nie grają. Postać ta zyskała w Japonii ogromną popularność. W ostatnich latach aktor powrócił do filmów tokusatsu, a także pojawi się osobiście w nowym filmie o Kamen Riderach, wraz z odtwórcami ról innych dawnych Riderów: Ryō Hayamim oraz Shunem Sugatą.
Fujioka ma zwyczaj podpisywania swojego imienia i nazwiska z przecinkiem na końcu (w języku japońskim w pierwszej kolejności jest nazwisko, a dopiero potem imię). Jak sam mówi, ten przecinek "przypomina mu o tym, kim jest i że wciąż ma wiele celów do zdobycia". Japoński astronom Akimasa Nakamura nadał odkrytej przez siebie planetoidzie nazwę 12408 Fujioka na cześć aktora; podobnież uczynił z inną planetoidą, ale nazwał ją od tytułu postaci, którą Fujioka grał.

## Filmografia
- Takeshi Hongō/Kamen Rider 1:
  - Kamen Rider (1971) (odcinki 1-13, 40-41, 49, 51-98)
  - Kamen Rider Vs. Shocker (1972) - film
  - Kamen Rider Vs. Hell Ambassador (1972) - film
  - Kamen Rider V3 (1973) (odcinki 1, 2, 21, 33, 34)
  - Kamen Rider Stronger (1975) (odcinki 38, 39)
  - OOO, Den-O, All Riders: Let's Go Kamen Riders (2011) - film (głos)
  - Heisei Riders vs. Shōwa Riders: Kamen Rider Taisen feat. Super Sentai (2014) - film
  - Kamen Rider 1 (2016) - film
- Tokusou Saizensen (1977–1987) - Tetsuo Sakurai
- Ghost Warrior a.k.a. Swordkill (1986) - Yoshimitsu Taga
- K2 (1992) - Takane Shimuzu
- Kamen Rider Agito: Project G4 (2001) - nadinspektor policji (gościnnie)
- Tomica Hero: Rescue Force Explosive Movie: Rescue the Mach Train! (2008) - Reiji Osakabe/R0
- Tomica Hero: Rescue Fire (2009) - Reiji Osakabe